# Нацина
Нацина (пол. Nacyna — річка в Польщі, у Водзіславському й Рибницькому повітах Сілезького воєводства. Ліва притока Руди (басейн Балтійського моря).

## Опис
Довжина річки 17,68 км, вистота витоку над рівнем моря — 221  м, найкоротша відстань між витоком і гирлом — 8,80 км, коефіцієнт звивистості річки — 2,01 .

## Розташування
Бере початок у місті Ридултови. Спочатку тече переважно на північний схід, потім на північний захід. У місті Рибник впадає у річку Руду, праву притоку Одри.

## Цікавий факт
- Річка є однією з найсолоніших річок у Польщі.